# Haplophyllum
Haplophyllum és un gènere de plantes de la família Rutaceae.

## Característiques
N'hi ha unes 50 espècies en tot el món, la majoria a la regió florística pòntica i irano-turiana
L'única espècie present a les nostres contrades és Haplophyllum linifolium, amb el nom vulgar de Ruda llinosa.
És una planta semi lignificada, amb diverses tiges, d'un mig metre d'alçada, pilosa, floreix a final de primavera, pètals grocs i de fruit verrucós en càpsula.
A punts de l'interior de Catalunya es troba la subespècie linifolium. Generalitzada al País Valencià creix la subespècie rosmarinifolium

## Taxonomia
- Haplophyllum acutifolium
- Haplophyllum bastetanum
- Haplophyllum blanchei
- Haplophyllum broussonetianum
- Haplophyllum buxbaumii
- Haplophyllum canaliculatum
- Haplophyllum coronatum
- Haplophyllum dauricum
- Haplophyllum erythraeum
- Haplophyllum furfuraceum
- Haplophyllum glaberrimum
- Haplophyllum laeviusculum
- Haplophyllum latifolium
- Haplophyllum linifolium
- Haplophyllum obtusifolium
- Haplophyllum patavinum
- Haplophyllum robustum
- Haplophyllum rosmarinifolium
- Haplophyllum stapfianum
- Haplophyllum suaveolens
- Haplophyllum tuberculatum
- Haplophyllum versicolor
- Haplophyllum villosum
- Haplophyllum virgatum